# Llanbadarn Fawr (Powys)
Pour les articles homonymes, voir Llanbadarn Fawr.
Llanbadarn Fawr est une communauté du Powys, au pays de Galles.

## Géographie
Llanbadarn Fawr est située dans le centre du Powys, dans le comté historique du Radnorshire, juste au nord-est de la ville de Llandrindod Wells.
La communauté comprend les villages et hameaux de Crossgates / Y Groes (en) et Fron (en).

## Démographie
Au recensement de 2011, la communauté de Llanbadarn Fawr comptait 701 habitants.